# Luísa de Stolberg-Gedern
Luísa de Stolberg-Gedern (Gedern, 13 de outubro de 1764 - Comuna de Pokój, 24 de maio de 1828) foi uma princesa de Stolberg-Gedern, duquesa de Saxe-Meiningen e duquesa de Württemberg por casamento.

## Biografia
Luísa era a única filha do príncipe Cristiano Carlos de Stolberg-Gedern e da princesa Leonor de Reuss-Lobenstein.
Casou-se pela primeira vez a 5 de Junho de 1780 com o duque Carlos Guilherme de Saxe-Meiningen, filho do duque António Ulrico de Saxe-Meiningen e da condessa Amélia Carolina de Hesse-Philippsthal. O seu primeiro marido morreu antes de o casal ter filhos.
O segundo casamento de Luísa celebrou-se a 21 de Janeiro de 1787 com o duque Eugénio Frederico de Württemberg, terceiro filho do duque Frederico II Eugénio de Württemberg e da marquesa Frederica Doroteia de Brandemburgo-Schwedt. Do seu segundo casamento, Luísa teve cinco filhos.
Luísa morreu a 24 de Maio de 1828 em Karlsruhe, com sessenta-e-três anos de idade.

## Descendência
1. Eugénio de Württemberg (18 de janeiro de 1788 - 16 de setembro de 1857), casado primeiro com a princesa Matilde de Waldeck e Pyrmont; com descendência; casado depois com a princesa Helena de Hohenlohe-Langenburg; com descendência.
2. Luísa de Württemberg (4 de junho de 1789 - 16 de junho de 1851), casada com o príncipe Augusto de Hohenlohe-Öhringen; com descendência.
3. Jorge Fernando de Württemberg (15 de junho de 1790 - 25 de dezembro de 1795); morreu aos cinco anos de idade.
4. Henrique de Württemberg (13 de dezembro de 1792 - 28 de novembro de 1797); morreu aos quatro anos de idade.
5. Frederico Paulo Guilherme de Württemberg (25 de junho de 1797 - 25 de novembro de 1860); casado com a princesa Maria Sofia de Thurn e Taxis; com descendência.